# Бортница (Тверская область)
Бортница — деревня в Краснохолмском муниципальном округе Тверской области.

## География
Находится в северо-восточной части Тверской области у западной окраины города Красный Холм.

## История
Деревня была показана ещё на карте Менде (состояние местности на 1848 год). В 1859 году здесь (деревня Весьегонского уезда) было учтено 26 дворов. До 2020 года входила в состав ныне упразднённого Барбинского сельского поселения.

## Население
Численность населения: 165 человек (1859 год), 240 (русские 97 %) 2002 году, 215 в 2010.